# Ghazaouet
Ghazaouet (anteriormente Nemours) é uma cidade e comuna localizada na província de Tremecém, no noroeste da Argélia. Sua população era de 33 774 habitantes, em 2008.

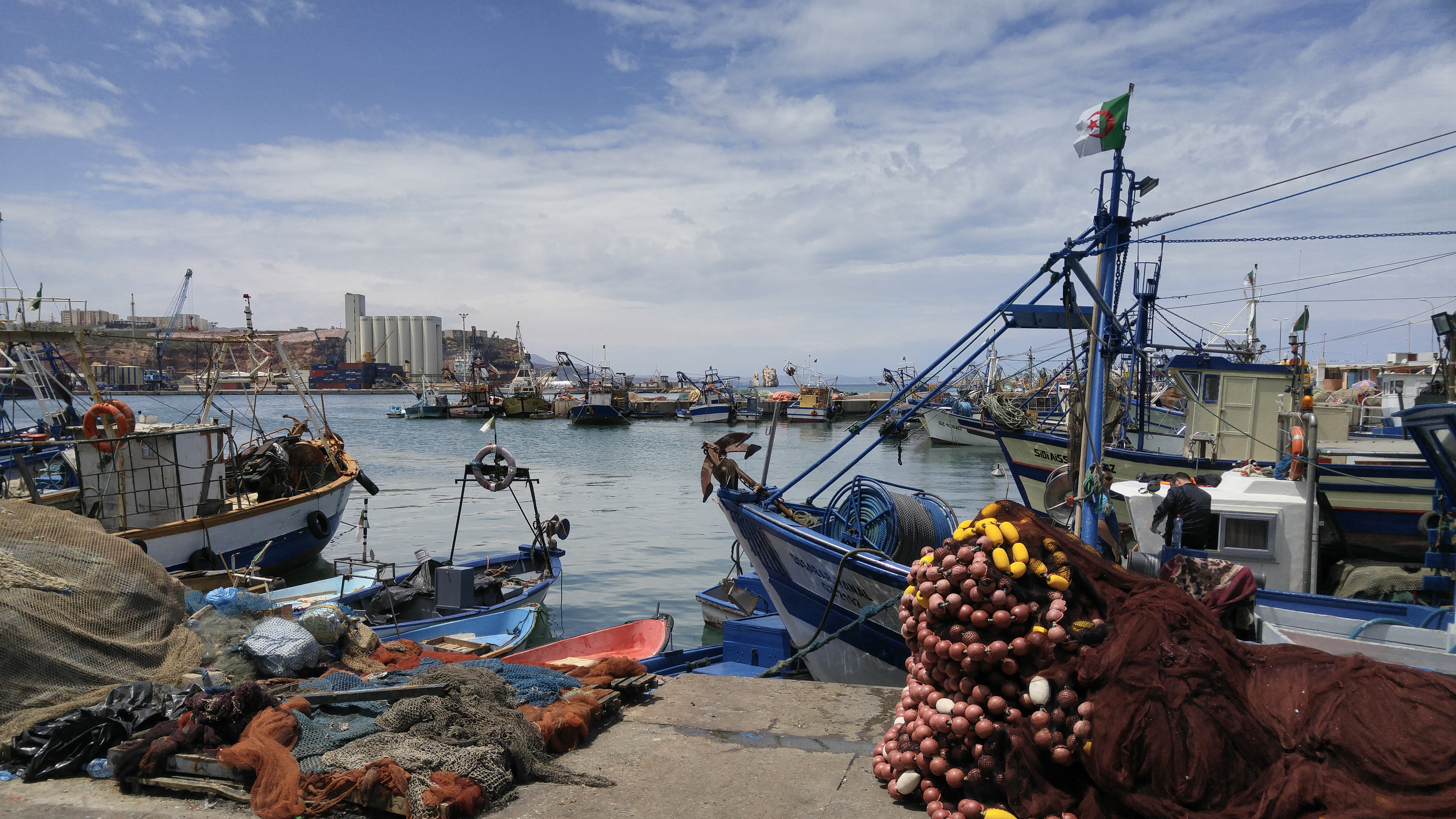
Navio entrando no porto de Ghazaouet.